# شقطسية
الشقطسية (الاسم العلمي: Chactidae) هي فصيلة من العنكبوتيات تتبع رتبة العقارب من طائفة العنكبوتيات.

## أسر
- شقطساوات
  - قبيلة الشقطساوية
    - جنس الشقطس